# Sint-Donatusinstituut (Merchtem)
Het Sint-Donatusinstituut is een katholieke scholengemeenschap in Merchtem van de Congregatie van de Broeders van Onze-Lieve-Vrouw van Lourdes.  Het was oorspronkelijk een jongensschool en bestaat nu uit drie scholen: de lagere school en het middelbaar dat weer is opgesplitst in twee campussen. De campus Dendermondestraat is van het eerste tot het tweede jaar, de campus Markt van het derde tot het zesde jaar secundair onderwijs.

## Geschiedenis
Op 6 juli 1905 begonnen de Broeders van Onze-Lieve-Vrouw van Lourdes onderwijs te geven in een pand op de markt, genaamd ‘De Verbrande Stede’. Toen gaven ze avondtekenschool.
In 1908 bouwden de broeders een school voor de eerste graad gemeentelijk onderwijs. Deze school gaven ze de naam Sint-Donatus dat genoemd werd naar het broederschap Sint-Donatus. In 1919 startte de lagere school met vier graadklassen. En in 1926 begon Broeder Oscar met het lager middelbaar onderwijs.
1950 was het keerpunt van Sint-Donatus, ze stonden voor een groot dilemma: de school sluiten, zich op een andere plaats vestigen of bijbouwen. Hierbij hebben ze gekozen om bij te bouwen. Even later in 1961 kwam er een nieuwe vleugel omdat het leerlingenaantal steeg. Ook kwam er nog een verdieping bij die bestond uit een refter en een turnzaal.
Op 1 september 1962 kwam er de humaniora bij waar men kon kiezen tussen twee richtingen: economie of wetenschappen A. Later kwam wetenschappen B (wiskunde) er nog bij.
In september 1966 verhuisde de lagere school naar de Maurits Sacréstraat en elf jaar later startte Sint-Donatus met gemengd onderwijs.
Vanaf 1993 werd het middelbaar onderverdeeld in twee scholen, met een directeur van de middenschool en een directeur van de bovenbouw. Met gebrek aan plaats in de bovenbouw kocht de school het broederhuis aan in 1994, dat grenst aan de Bovenbouw. Sinds 2009 is dit echter niet meer in gebruik, voornamelijk om veiligheidsredenen. In 1999 kocht de school nog een gebouw aan dat grenst aan de speelplaats. Het gaat om een oud fabriekspand dat gerenoveerd werd en sinds het schooljaar 2009-2010 in gebruik is.

## Richtingen
De campus Dendermondestraat bestaat uit de eerste graad. Men kan daar in de eerste twee jaren kiezen tussen Brede basisvorming, met de klemtoon op Latijn, Moderne talen en wetenschappen, Economie of Maatschappij en welzijn. Er worden ook talenturen ingericht (STEM, TOP, CLIL). 
In het tweede jaar kan men kiezen tussen 'Latijn', ‘Sociaal en Technische Vorming’, en ‘Moderne Wetenschappen’.
De campus Markt bestaat uit de tweede en de derde graad. In de bovenbouw kan je in het derde jaar kiezen voor Wetenschappen, Economie, Latijn, Humane Wetenschappen, Handel en STW( Sociale en Technische Wetenschappen). 
In het vierde jaar kan je voor dezelfde richtingen kiezen.
In het vijfde en zesde jaar kan Humane Wetenschappen, ECMO (Economie - Moderne Talen), ECWI (Economie - Wiskunde),
LAMO (Latijn – Moderne Talen), LAWI (Latijn – Wiskunde), MOWE (Moderne Talen – Wetenschappen), WEWI (Wetenschappen – Wiskunde), Handel en STW gekozen worden.